# Голвалкар, Мадхав Садашив
Мадха́в Садаши́в Голвалка́р (маратхи माधव सदाशिव गोळवलकर; 19 февраля 1906 — 5 июня 1973) — индийский политический и религиозный деятель, второй верховный руководитель (сарсангхачала) индуистской коммуналистской социально-культурной организации «Раштрия сваямсевак сангх». Автор множества книг, лекций, статей по развитию идей индусского коммунализма и теоретическому обоснованию требования «Хинду раштра» (индусского государства).

## Биография
Родился в городке Рамтек, расположенном неподалёку от Нагпура, Махараштра. Был единственным выжившим сыном из девяти детей. Отец Голвалкара был школьным учителем. Окончил Бенаресский индуистский университет, получив (соответственно в 1926 и 1928 году) академические степени бакалавра и магистра наук по зоологии. Работал преподавателем в том же университете. С 1931 году продолжая заниматься преподавательской деятельности вступил в «Раштрия сваямсевак сангху» (РСС), а также познакомился с Миссией Рамакришны. В 1933 году стал кадровым деятелем РСС и возглавил её местное отделение. По настоянию Хедгевара вернулся к академической деятельности в стенах Нагпурского университа. В 1935 году получил академическую степень бакалавра права. В 1937 году вышел из РСС, переехал в Бенгалию, где получил духовное посвящение от одного из последних прямых учеников Рамакришны — Свами Акхандананды. Индолог Р. Б. Рыбаков в связи с этим отмечает странность такого выбора, поскольку «Свами, верный заветам своего учителя, не делал различий в своем отношении к последователям различных религий и даже более того — воспитывал в своем ашраме мусульманских юношей в полном соблюдении правил ислама», а также высказывает мнение о том, что «Голвалкара и стоявшего за ним Хедгевара привлекала возможность использовать близость со Свами для более тесного контакта РСС с „Миссией Рамакришны“, президентом которой Свами Акхандананда стал в 1934». Позднее Голвалкар также принял санньясу. В 1939 году был избран генеральным секретарём этой организации. После смерти в июле 1940 года лидера РСС, Хедгевара, Голвалкар стал президентом РСС. Рыбаков отмечает, что «Голвалкар возвратился в Нагпур и был по-прежнему ласково принят и приближен Хедгеваром. „Измена“ Голвалкара РСС была прощена подозрительно быстро. Всего через три дня, минуя многих куда более последовательных и верных членов РСС, Хедгевар из рук в руки передал Голвалкару письменное назначение его своим преемником». Открыто поддерживал нацистскую Германию и расовые идеи Адольфа Гитлера.
Голвалкар способствовал росту численности РСС. Количество отделений к 1973 году выросло с 50 (при Хедгеваре) до более чем 10 000, а число членов организации превысило 1 млн чел. Он продолжил политику Хедгевара, который не хотел, чтобы его организация стала молодежным крылом какой-то политической партии. В то же время в отличие от Хедгевара Голвалкар задолго до обретения Индией независимости и запрещения в 1948 году РСС объявлял о том, что РСС является неполитической организацией. Рыбаков в связи с этим отмечал, что «хотя и не соответствовало действительности, учитывая явно коммуналистский характер её деятельности, но вполне устраивало англичан, считавших, что РСС „как правило, вполне соблюдает законы и избегает каких-либо столкновений с властями“». Также он указывал на то, что «После завоевания независимости руководимая Голвалкаром организация продолжала практику разжигания межобщинной ненависти. Эта политика особенно усилилась в связи с вооружённым конфликтом с Пакистаном». А также отмечал, что «при Голвалкаре РСС приобретает также значительно более выраженный антикоммунистический характер, чем при его предшественнике», что наиболее «ярко проявилось в период ухудшения индийско-китайских отношений, которое, кстати, дало возможность Голвалкару с новой энергией обрушиться на внешнеполитический курс Джавахарлала Неру».
Умер от рака 5 июня 1973 года в Нагпуре, Махараштра.

## Сочинения
- «Наш национализм»
- «Сокровищница мыслей»